# Flytjärnen (Söderbärke socken, Dalarna, 665493-147701)
Flytjärnen är en sjö i Smedjebackens kommun i Dalarna och ingår i Norrströms huvudavrinningsområde.